# Poiretia longipes
Poiretia longipes är en ärtväxtart som beskrevs av Hermann August Theodor Harms. Poiretia longipes ingår i släktet Poiretia och familjen ärtväxter. Inga underarter finns listade i Catalogue of Life.